# Hàm hằng
Bản mẫu:Hàm
Trong toán học, hàm hằng (tiếng Anh: constant function) là một hàm số mà giá trị (đầu ra) giống nhau cho mọi giá trị đầu vào. Ví dụ như hàm {\displaystyle y(x)=4} là một hàm hằng vì giá trị của  {\displaystyle y(x)}  là 4 bất kể giá trị đầu vào của {\displaystyle x} (xem ảnh).